# Matt Wagner
Matt Wagner (Pennsylvania, 9 ottobre 1961) è un fumettista statunitense.
Conosciuto per la creazione dei personaggi di Grendel e Mage, della serie Vertigo Comics Sandman Mystery Theatre e i lavori sul personaggio di Batman per la DC Comics.

## Carriera
Esordisce nel 1982 sulla testata antologica Primal della Comico con una storia breve dove appare per la prima volta l'antieroe Grendel. Dopo diverse storie autoconclusive, il personaggio ottiene una propria serie regolare nel 1983 della durata di oltre 50 numeri. Sempre per la Comico crea nel 1984 la serie Mage della durata di 15 numeri. Entrambe le serie vengono pubblicate da nuovi editori dopo il fallimento della Comico; Grendel dalla Dark Horse Comics e Mage dalla Image Comics. Nel 1985 esordisce alla DC Comics disegnando il numero 6 della serie enciclopedica Who's Who: The Definitive Directory of the DC Universe, iniziando poi a scrivere per la casa editrice storie con protagonisti Etrigan il demone e Batman, in particolare sulla testata Legends of the Dark Knight. Nel 1991 disegna, per l'etichetta Vertigo, parte del ciclo La stagione delle nebbie, facente parte della serie Sandman di Neil Gaiman. Due anni dopo, nel 1993, insieme allo sceneggiatore Steven T. Seagle, crea per la stessa etichetta la serie noir Sandman Mystery Theatre, che gli vale numerosi riconoscimenti. Nel 2003 scrive e disegna la miniserie Trinità, con protagonisti Superman, Batman e Wonder Woman, seguita da Batman e gli Uomini Mostro e Batman e il Monaco Pazzo, entrambe del 2006. Nuovamente sotto etichetta Vertigo crea nel 2008 la serie Madame Xanadu con la disegnatrice Amy Reeder Hadley. Successivamente lavora al rilancio di diversi personaggi pulp la cui licenza è detenuta dalla casa editrice Dynamite Entertainment, tra cui Zorro, Green Hornet, The Spirit e l'Uomo Ombra.

## Vita privata
Dichiaratamente ateo, vive a Portland, nell'Oregon, insieme alla moglie Barbara Schutz.

## Premi e riconoscimenti
- 1993 Eisner Award - Miglior miniserie per Grendel: War Child (Dark Horse)
- 1999 Eisner Award - Miglior storia breve per Grendel: Black, White, and Red n. 1 (Dark Horse)
- 1999 Eisner Award - Migliore antologia per Grendel: Black, White, and Red (Dark Horse)

### Comico
- Grendel #1–3 (1983–84)
- Grendel vol. 2 #1–40 (1986–90)
- Mage #1–15 (1984–86)
- Magebook #1–2 (1985)
- Primer #2, 5 (1982–83)
- Silverback #1–3 (1989)

### Dark Horse Comics
- Dark Horse Presents #40, 45 (1990); Fifth Anniversary Special#1 (1991)
- Grendel Tales: Devil's Choices #1 (1995)
- Grendel Tales: Devils and Deaths #1 (1994)
- Grendel Tales: Homecoming #1–3 (1994–95)
- Grendel Tales: The Devil's Hammer #1–2 (1994)
- Grendel: Behold the Devil #0, #1–8 (2007–08)
- Grendel: Black, White, and Red #1–4 (1998–99)
- Grendel: Devil's Legacy #1–5 (2000)
- Grendel: War Child #1–10 (1992–93)
- The Terminator: One Shot #1 (1991)

### DC Comics
- The Batman Adventures Annual #1 (1994)
- Batman Black and White #3 (1996)
- Batman/Grendel #1–2 (1993)
- Batman/Grendel vol. 2 #1–2 (1996)
- Batman: Legends of the Dark Knight #28–30 (1992)
- Batman/Riddler: The Riddle Factory #1 (1995)
- Batman/Superman/Wonder Woman: Trinity #1–3 (2003)
- Batman and the Mad Monk #1–6 (2006–07)
- Batman and the Monster Men #1–6 (2006)
- The Demon vol. 2 #1–4 (1987)
- The Demon vol. 3 #22 (1992)
- Doctor Mid-Nite #1–3 (1999)
- The Sandman #25 (1991)
- Secret Origins Special #1 (1989)
- Who's Who in the DC Universe #4–6, 8, 16 (1990–92)
- Who's Who: The Definitive Directory of the DC Universe #6 (1985)
- Batman #54 (2018)

#### Vertigo
- House of Mystery Halloween Annual #1–2 (2009–10)
- Madame Xanadu #1–29 (2008–11)
- Sandman Midnight Theatre #1 (1995)
- Sandman Mystery Theatre #1–60, Annual #1 (1993–98)
- Vertigo: Winter's Edge #1 (1998)

### Dynamite Entertainment
- Django/Zorro #1–7 (2014–15)
- Green Hornet: Year One #1–12 (2010–11)
- Grendel vs. The Shadow (2014)
- The Shadow #100 (2015)
- The Shadow: Year One #1–10 (2013–14)
- The Spirit #1–13 (2015–16)
- Zorro #1–20 (2008–10)
- Zorro Rides Again #1–12 (2011–12)

### Image Comics
- Mage: The Hero Defined #0–15 (1997–99)
- Mage: The Hero Denied #0–15 (2017–2019)

### Legendary Comics
- The Tower Chronicles: Dreadstalker #1–10 (2014–15)
- The Tower Chronicles: Geisthawk #1–4 (2012–13)

### Marvel Comics
- Savage Hulk #1 (1996)
- Ultimate Marvel Team-Up #1 (2001)